# Un perfetto gentiluomo
Un perfetto gentiluomo è un film del 2011 diretto da Shari Springer Berman e Robert Pulcini.
La pellicola è basata sul romanzo Io e Henry di Jonathan Ames - che ha collaborato anche nella stesura della sceneggiatura - e interpretata da Kevin Kline, Paul Dano e Katie Holmes.

## Trama
Louis Ives è un giovane insegnante di letteratura inglese all'Università di Princeton, nel New Jersey che vive una vita stabile ma, interiormente, piuttosto angosciosa e tormentata da quelli che il narratore definisce "impulsi", degli istinti che lo spingono ad azioni non volute e talora totalmente contrastate dal suo stesso Io interiore. Proprio a causa di uno di questi impulsi, il giovane viene scoperto dalla preside dell'istituto mentre, in aula insegnanti, indossa un reggiseno di fronte a uno specchio.
Di conseguenza la preside lo licenzia, spedendolo a New York per l'estate in cerca di una nuova occupazione. Qui rintraccia l'annuncio di un pigionante, che divide una casa in affitto nel centro di Manhattan: si tratta di Henry Harrison, distinto gentiluomo e commediografo fallito, il quale si offre di introdurlo nell'alta società, per affinare la sua cultura letteraria. Louis inizia subito a soffrire la presenza dell'inquilino, petulante disquisitore di letteratura e improbabile ballerino dell'opera, riuscendo tuttavia a farsi assumere da una rivista ambientalista. Al colloquio col suo principale, George, conosce Mary Powell, sua imminente collega, verso la quale comincia a covare i primi impulsi. Intanto Henry mostra i tratti caratteristici della sua personalità: un'impeccabile eloquenza mescolata a una repressa intemperanza domina il suo contegno, lasciando trasparire tendenze misogine e conservatrici. Si scopre inoltre che il vecchio gentiluomo è nella sua vita notturna una sorta di gigolò che suole trascorrere serate con ricchissime signore attempate.
Il primo giorno di lavoro, Louis, infatuato di Mary, le chiede un appuntamento per il weekend, ma Mary dichiara di frequentare già un ragazzo, declinando l'offerta. Si reca la stessa sera da Katherine Hart, un'escort poco oltre la mezz'età, che gli insegna, con il vecchio metodo delle "sculacciate", come dare spazio all'essere femminile che è in lui.
L'indomani, in un bar, Louis nota un omone di barba e capigliatura foltissime. Si tratta, spiega Henry, di Gershon, meccanico di auto e suo aiutante, nonché collezionista di souvenir dalle manie sessuali compulsive. Una sera, Henry e Louis hanno un appuntamento a una mostra con due amiche attempate. Henry e Louis finiscono a casa di Lois. Ma Lois dà buca a Henry, il quale, offeso se ne torna a casa seguito da Louis, e per giunta a piedi, dato che la macchina del professore - una scalcinata Electra - ha fuso il motore.
In ufficio le cose procedono meglio per Louis: esce a pranzo con Mary, la quale gli chiede di sostituirla per due giorni mentre si trova in Giamaica con il suo fidanzato. Tornato a casa, rifiuta la proposta di Henry in merito a una riduzione dell'affitto in cambio del prestito della sua auto per raggiungere Lois a Palm Beach, in Florida; quindi Louis si imbatte in Mary, che decide sul momento di accompagnare a casa. Ma durante il tragitto un leone di peluche viene gettato da due ragazzi sul parabrezza della vettura, e Mary preferisce proseguire il viaggio a piedi.
Il giorno dopo Louis, Henry e l'amico Gershon si recano a Southampton, per vedere una macchina in vendita che sostituisse l'ormai irrecuperabile Electra. Sul far della sera, i tre camminano lungo il litorale e Henry, volendo insegnare a ballare a Louis, intima a Gershon di intonare un valzer, ma Henry avverte un terribile dolore al nervo sciatico, che lo costringe a interrompersi. Riportato a casa sua da Gershon, questi tenta di sbloccarlo e Henry gli dichiara la stima e l'affetto che prova per Louis.
La mattina seguente, Henry è chiamato dalla ricca amica Vivian per un appuntamento speciale. Poiché Henry è indisposto per il dolore alla schiena, si presenta solo Louis, che accompagna Vivian a cena. Qui fa conoscenza dell'iraniano Haresh, un altro accompagnatore di Vivian, che, tracotante e irascibile, si ingelosisce e si allontana dal ristorante. Fallito un tentativo di scusarsi, Louis incrocia nuovamente Mary, in compagnia del fidanzato Brad, ma immediatamente Vivian, ebbra e stanca, interviene nel discorso e costringe Louis a proseguire con lei la serata e quindi ad accompagnarla a casa. Louis accompagna quindi Henry alla stazione dei pullman, da cui parte per la Florida. Louis passa perciò l'inverno in completa solitudine; un giorno entra nell'appartamento il primo inquilino di Henry, Otto Bellmann, un gobbo aristocratico svizzero che Henry aveva cacciato con l'accusa di aver rubato una sua commedia. Louis viene a sapere che Otto sposerà la nipote di Vivian e che lui rientra insieme a Henry nella lista degli invitati. Louis allora invita Mary a venire al matrimonio di Otto, ma Mary rifiuta. Louis, per ripicca, le sfila da una borsa del centro commerciale un top nero. La sera va in un club di transessuali e per dare più spazio alla sua parte femminile. All'uscita del locale, strappa da una bacheca un biglietto per un servizio di trucco.
Truccato come una donna da un'assistente truccatrice, con tanto di rossetto, calze a rete, ombretto e stivaletti, dapprima Louis non si riconosce nella nuova immagine, ma poi improvvisamente si sente a suo agio e ritrova sé stesso. In un attimo di parossismo, bacia la giovane assistente, che sconcertata dal gesto inveisce contro di lui, il tutto nel momento in cui entra Henry, tornato in anticipo da Palm Beach. Constatato che Louis ha trasgredito la regola fondamentale della loro convivenza (non far entrare nessuno), scaccia in malo modo l'assistente truccatrice, e costringe Louis a lasciare immediatamente l'appartamento.
Louis vaga afflitto per la città con l'automobile, ma un incidente gli impedisce di proseguire. Intanto si svolge la camera ardente di Vivian, che Henry ringrazia in memoria dei vecchi tempi.
Ritornato al lavoro, Louis viene inaspettatamente promosso da venditore di annunci a curatore di libri dal suo capo, così che possa crescere come scrittore. Incontra quindi Mary, che ora acconsente ad accompagnarlo al matrimonio come finta partner. Louis si riappacifica con il coinquilino, che lo perdona. Gershon fa la sua apparizione sbarbato e ben acconciato, pronto per il matrimonio, consegna a Henry la commedia misteriosamente svanita. Il giorno in cui gliela aveva sottratta, Gershon era profondamente arrabbiato con lui e cercava di vendicarsi con un dispetto. Henry, commosso, perdona pure il fido compagno.
Infine, al matrimonio, Otto e Margareth, la nipote della defunta Vivian, si sposano e Henry, divenuto alla fine indispensabile per Louis, propone ai due inquilini di trasferirsi in Russia per l'estate.